# Kūzarān-e Sanjābī
Kūzarān-e Sanjābī (persiska: کوزران سنجابی, Kūzarān) är en ort i Iran.   Den ligger i provinsen Kermanshah, i den västra delen av landet, 500 km väster om huvudstaden Teheran. Kūzarān-e Sanjābī ligger 1 354 meter över havet och antalet invånare är 3 759.
Terrängen runt Kūzarān-e Sanjābī är platt åt sydost, men åt nordväst är den kuperad. Runt Kūzarān-e Sanjābī är det ganska tätbefolkat, med 149 invånare per kvadratkilometer. Kūzarān-e Sanjābī är det största samhället i trakten. Trakten runt Kūzarān-e Sanjābī består till största delen av jordbruksmark.